# Боринское
Бо́ринское (разг. Бо́рино) — село Липецкого района Липецкой области. Центр Боринского сельсовета. До 1963 года — центр Боринского района.
Стоит на берегах реки Белоколодец (Белый Колодезь).
По опубликованным документам село существовало с 1662 года. Из за ошибки в документах считается правильным 1663 год основания

## Население
| 1859  | 1897  | 1939  | 1959  | 1979  | 2002  | 2010  | 2012  | 2013  |
| ----- | ----- | ----- | ----- | ----- | ----- | ----- | ----- | ----- |
| 1390  | ↗1919 | ↗3449 | ↗4061 | ↗5010 | ↗6052 | ↗6556 | ↘6461 | ↘6380 |
| 2014  | 2015  | 2016  | 2017  | 2018  | 2021  |       |       |       |
| ↘6354 | ↗6367 | ↗6416 | ↗6524 | →6524 | ↗7220 |       |       |       |

## История
Посёлок возник возле построенного здесь в конце XVII века чугуноплавильного завода (подробнее см. ниже). Строителем завода был доверенный Петра I дьяк Кузьма Семёнович Борин, фамилия которого сохранилась в названии.
В списке населенных мест (пунктов) 1859 года отмечаются рядом расположенные два селения: Боринские (Боренские) заводы и Муравлянка. В XIX веке сёла входили в Стебаевскую волость Задонского уезда Воронежской губернии. Позднее населённые пункты стали указываться в государственных документах как единое село, сохранившее название первого. В 1924 году село стало центром Боринско-Заводской волости Воронежского уезда. В село Боринское, образованное в первой половине XX века вошли:
- Село Боринские Заводы;
- Посёлок Боринского сахзавода;
- Деревня Подкопаевка;
- Деревня Морозовка (Аристовка);
- Деревня Яковлевка;
- Посёлок Топоровка.

Ранее село являлось центром района: в 1928-1931 годах — Боринско-Заводского, а в 1935-1962 годах. — Боринского (см. Боринский район).

### Исторические предприятия
Чугуноплавильный завод основан в 1692—1693 годах. Фамилия приказного дьяка Кузьмы Борина, доверенного лица Петра I, руководившего строительством, и дала название селу. Заводом же Борин мог пользоваться лишь 30 лет, после чего предприятие должно было перейти к казне.
С 1696 года Борин стал поставлять железную продукцию на воронежские верфи, а после проведённой реконструкции производств стал изготовлять пушки. Однако, экономически предприятие оказалось невыгодным и в 1700 году было принято решение о создании металлургических и пушечных заводов на дворцовых землях Романовского уезда (центр — село Романово). А в 1703 году первая домна заработала близ села Липского на правом берегу Воронежа. Сегодня от производства остался Верхний (ныне Комсомольский пруд в Липецке. А посёлок, оставшийся после закрытия завода, стал позже селом Боринские Заводы.
В 1864 году в Боринском построен сахарный завод. После революции сюда было перенесено оборудование закрытого Трубетчинского сахарного завода. Боринское предприятие работает и сейчас.

## Сегодняшние дни
В 1998 году в объезд Боринского был проложен участок трассы Липецк — Воронеж (Воронежское шоссе). Ранее поток машин шёл через центр села.
В настоящий момент в Боринском работает несколько крупных промышленных предприятий: мебельная фабрика «Боринское», завод по производству газовой отопительной техники (акционерное общество «Боринское»), ОАО «Боринский сахарный завод». Ранее в селе работал и завод по производству минеральной воды «Боринские воды», но в 2020 году после четырёх лет банкротства компанию ликвидировали.
В 2009 году в селе состоялось освящение новопостроенной церкви Казанской иконы Божией Матери.
В селе есть действующее почтовое отделение, его индекс — 398510.

### Транспорт
В село Боринское ходит пригородный автобусный маршрут № 102 и пригородное маршрутное такси № 402 (от центрального рынка города Липецка).

## Известные уроженцы
В Боринском родился видный партийный деятель, один из организаторов комсомола П. И. Смородин.

## Интересно
В честь Боринского назван Боринский переулок в Липецке.